# Life in Cartoon Motion
Life in Cartoon Motion (en español: La vida en dibujos animados) es el álbum debut del cantante líbano-inglés Mika. Producido por Greg Wells (con la coproducción en dos canciones de Jodi Marr y John Merchant), y publicado el 5 de febrero de 2007 en el Reino Unido por Island Records y el 27 de marzo de 2007 en los EE. UU. y el resto del mundo. El sencillo «Grace Kelly» se mantuvo como hit número #1 en muchos países. El álbum debutó como primer puesto en el Reino unido y lleva más de 7,8 millones de copias vendidas alrededor de mundo desde el lanzamiento, siendo el quinto álbum más vendido de 2007.[cita requerida] La portada de Life in Cartoon Motion fue utilizada desde entonces en un comercial de iPod Touch.

## Antes del lanzamiento
Antes de obtener su contrato de grabación, Mika envió demos a muchas compañías discográficas de Gran Bretaña, pero nunca consiguió firmas. Una discográfica, en particular, afirmó que Mika tenía buena voz, pero insistió en que escriba canciones más convencionales, como Robbie Williams, con el fin de ser más comercial. Mika rechazó este consejo. La canción "Grace Kelly" fue inspirada por estos problemas. En 2006, Mika consiguió un contrato con Island Records y comenzó a grabar su álbum debut. Sus influencias musicales se basan claramente en la música clásica, música disco y pop en general. Antes de lanzar el álbum, Mika prometió a los medios que "iba a ser un mundo mágico en el que se podía vivir en un universo paralelo, para la gente, ilusorio, encantador y sorprendente". Algunas canciones del álbum son sexualmente ambiguas, lo que provocó algunas dudas sobre la sexualidad de Mika. Al respecto, Mika comenta que él no tiene tabúes acerca de lo que puede llegar a utilizar para contar una historia o historias de lo que en la realidad se puede decir. "Si estuviera preocupado por los tabúes sexuales, sin duda no habría hecho el disco que hice. No tiene nada que ver con eso. Tiene más que ver con el amor propio" y "Es posible hablar de sexualidad sin necesidad de utilizar etiquetas..." son dos citas que dio a los medios en distintas oportunidades. Antes de su lanzamiento hubo mucha publicidad. Sobre todo debido a su anterior éxito.

### Portada
La portada del álbum y su libreto fue diseñado por la hermana de Mika, Yasmine (que trabaja bajo el seudónimo DaWark), Richard Hogg y el mismo Mika.

## Recepción
La respuesta inicial para Life in Cartoon Motion fue muy desigual. El álbum ha recibido una puntuación media de 55, basado en 23 críticas. En enero de 2007 se consideró el mejor talento nuevo la BBC's Sound. Posteriormente comenzaron las grandes ventas, y recibió 4 estrellas en Londres Evening Standard. Un gran fan y admirador de Mika es Brian May, de Queen.

## Singles
- Grace Kelly 2007
- Relax, Take It Easy 2007
- Love Today de 2007
- Big Girl (You Are Beautiful) 2007
- Lollipop 2007
- Happy Ending 2008

## Lista de canciones

### Edición Estándar
1. "Grace Kelly"– 3:07
2. "Lollipop" - 3:03
3. "My Interpretation" – 3:35
4. "Love Today" – 3:55
5. "Relax, Take It Easy" – 4:30
6. "Any Other World" – 4:19
7. "Billy Brown" – 3:14
8. "Big Girl (You Are Beautiful)" – 4:08
9. "Stuck in the Middle" – 4:08
10. "Happy Ending"/"Over My Shoulder" (Hidden track)" – 10:19

### Edición para EE. UU. y Canadá
1. "Grace Kelly" – 3:07
2. "Lollipop" 3:03
3. "My Interpretation" – 3:35
4. "Love Today" – 3:55
5. "Relax, Take It Easy" – 3:44
6. "Ring Ring" - 3:35
7. "Any Other World" – 4:19
8. "Billy Brown" – 3:14
9. "Big Girl (You Are Beautiful)" – 4:08
10. "Stuck in the Middle" – 4:08
11. "Erase" - 3:38
12. "Happy Ending" – 4:35 / 10:21

### Edición para Japón
1. "Grace Kelly" – 3:07
2. "Lollipop" 3:03
3. "My Interpretation" – 3:35
4. "Love Today" – 3:55
5. "Relax, Take It Easy" – 3:44
6. "Any Other World" – 4:19
7. "Billy Brown" – 3:14
8. "Big Girl (You Are Beautiful)" – 4:08
9. "Stuck in the Middle" – 4:08
10. "Happy Ending/Over My Shoulder" – 4:35 / 10:21
11. "Ring Ring" - 3:35
12. "Your Sympathy" - 3:10
13. "Grace Kelly" (Video) - 3:07

- Datos: Q839651